# Енгин Атсур
Енгин Атсур (тур. Engin Atsür; Истанбул, 2. април 1984) је турски кошаркаш. Игра на позицији плејмејкера.

## Успеси

### Клупски
- Ефес Пилсен:
  - Првенство Турске (1): 2008/09.
  - Куп Турске (1): 2009.
- Фенербахче:
  - Првенство Турске (1): 2010/11.
- Галатасарај:
  - Првенство Турске (1): 2012/13.

### Репрезентативни
- Медитеранске игре:  2009.